# المغتربون (فلم)
المغتربون (بالإنجليزية: The Emigrants) هو فيلم دراما تم إنتاجه في السويد وصدر في سنة 1971.

## بطولة
- ماكس فون سيدو

## الميزانية والإيرادات
بلغت تكلفة إنتاج الفيلم حوالي 1,600,000 دولار.

### ترشيحات وجوائز
| السنة | الحدث  | الفئة     | النتيجة |
| ----- | ------ | --------- | ------- |
|       | أوسكار | أفضل فيلم | ترشـيـح |

## وصلات خارجية
- مقالات تستعمل روابط فنية بلا صلة مع ويكي بيانات

1. ↑  فنسنت كانبي (25 سبتمبر 1972). "'The Emigrants,' a Swedish Film Epic, Lands Here". نيويورك تايمز. مؤرشف من الأصل في 2011-08-16. اطلع عليه بتاريخ 2016-11-27.
2. ↑  D'Angelo، Mike (6 فبراير 2016). "Jan Troell's The Emigrants and The New Land work best as one very long movie". إيه. في. كلوب. مؤرشف من الأصل في 2017-02-03. اطلع عليه بتاريخ 2016-11-28.
3. ↑  Sharf، Zack (17 نوفمبر 2015). "'The Graduate,' 'The Kid' and More Classics Hitting Criterion Collection in February". إندي واير. مؤرشف من الأصل في 2017-08-07. اطلع عليه بتاريخ 2016-11-27.